# Abdul Hamid (politiker)
Abdul Hamid (bengali: আব্দুল হামিদ), född den 1 januari 1944, är en bangladeshisk politiker som har varit Bangladesh president sedan 2013. Innan han blev president verkade han som talman i det nationella parlamentet från januari 2009 till april 2013. Han blev tillträdande president den 20 mars 2013 efter att Zillur Rahman avlidit. Hamid blev ordinarie president den 22 april 2013.